# Répondez, s'il vous plaît
R.S.V.P. è la sigla del francese Répondez, s'il vous plaît, che in italiano significa "Rispondete, per favore", utilizzata nella comunicazione scritta formale.
È normalmente associato ad un invito per un qualsiasi tipo di evento, privato o pubblico: un matrimonio, una festa di compleanno, l'inaugurazione di una mostra, e così via. Si usa, in particolare, quando chi organizza l'evento ha bisogno di sapere in anticipo il numero dei partecipanti effettivi, in modo da predisporre il numero adeguato di posti e/o di porzioni per il rinfresco o il pasto. L'etichetta vuole che si risponda prontamente a tale invito, anche per rispetto della persona invitante.